# Can Messeguer (la Roca del Vallès)
Can Messeguer és un edifici a pràcticament tres km al nord-oest del nucli de la Roca del Vallès. Sembla ser la reconstrucció o remodelació d'un edifici que segons la finestra de la façana lateral podria ser del s. XVI-XVII. De tota manera el 1497, hi havia un Narcís Masaguer que era batlle de Bell-lloc. L'edifici actual s'ha de situar entre el final del segle xviii i mig segle xix.
És un edifici de planta rectangular, tres cossos i tres pisos. La coberta és a dues aigües amb el carener paral·lel a la façana. La façana té una composició simètrica amb senzilles obertures rectangulars. Aquestes són balconeres i tenen la barana formada per balustres de ceràmica. La porta és adovellada amb arc de mig punt. Les dovelles són de pedra granítica i a la clau hi ha un escut. A la façana de nord-oest hi ha una finestra rectangular que té gravada a la llinda una motllura de tradició tardo-gòtica. Aquesta mateixa façana té a la planta baixa un porxo amb voltes per aresta. Els murs són revestits amb un arrebossat llis.